# Jasmine Armfield

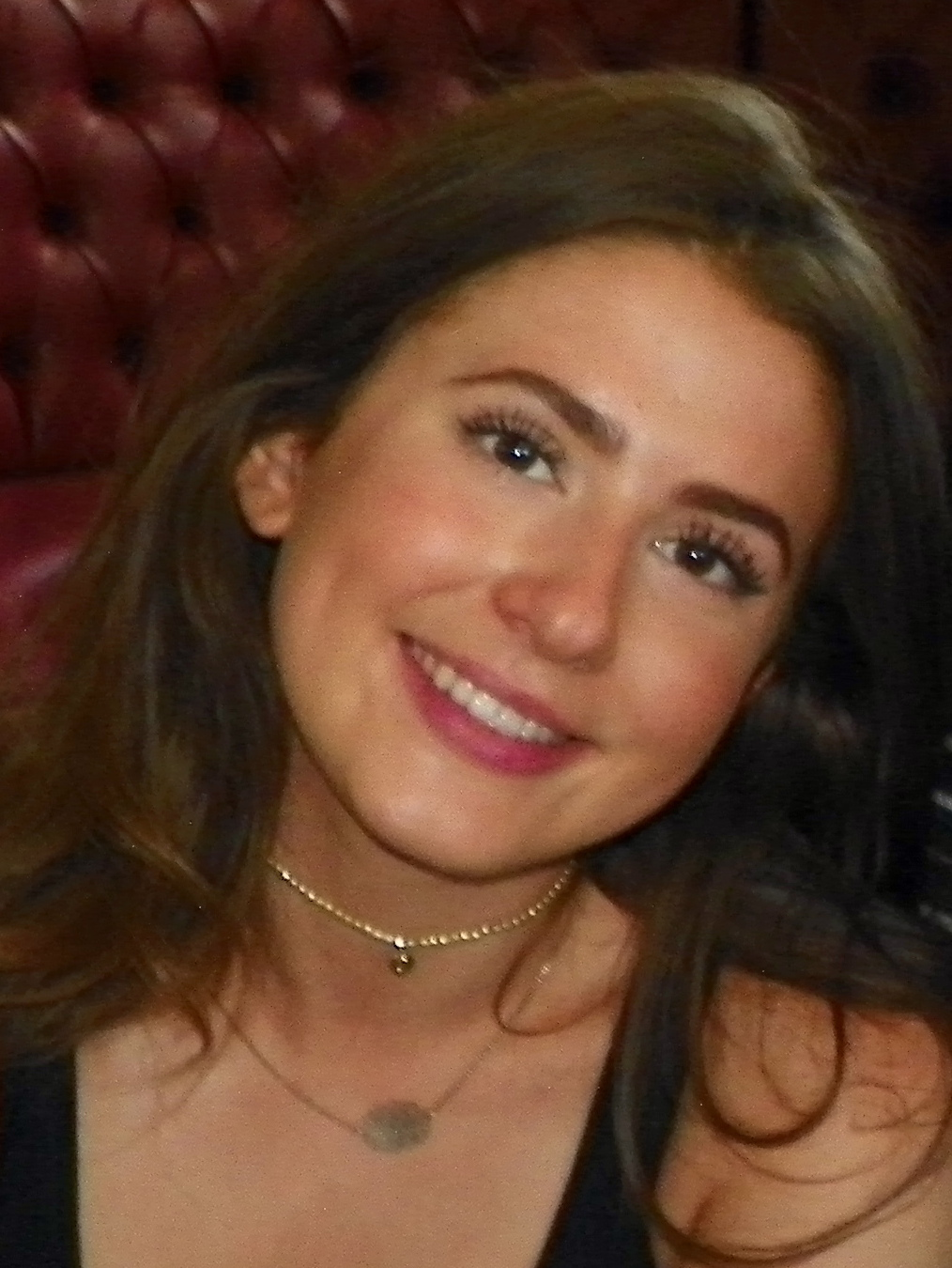
Jasmine Armfield, 2016

Jasmine Armfield (* 17. Dezember 1998 in Southend-on-Sea) ist eine britische Schauspielerin.

## Leben und Karriere
Armfield wurde am 17. Dezember 1998 in Southend-on-Sea geboren. Sie besuchte die King John School in South Benfleet und später die Pauline Quirke Academy for the Performing Arts. Bekannt ist sie vor allem für ihre Rolle als Bex Fowler in der BBC-Seifenoper EastEnders. Für ihre Darstellung wurde sie 2017 als Beste Soap-Schauspielerin bei den TV Choice Awards nominiert. Anschließend war trat jeweils in einer Folge in Doctors und in Casualty auf. 2022 spielte sie in dem Film The Loneliest Boy in the World mit. 2023 war sie in dem Bühnenstück Jumping the Shark zu sehen.

## Filmografie
Filme
- 2022: The Loneliest Boy in the World

Serien
- 2014–2020: EastEnders
- 2021: Doctors
- 2022: Casualty